# Kjartan Lauritzen

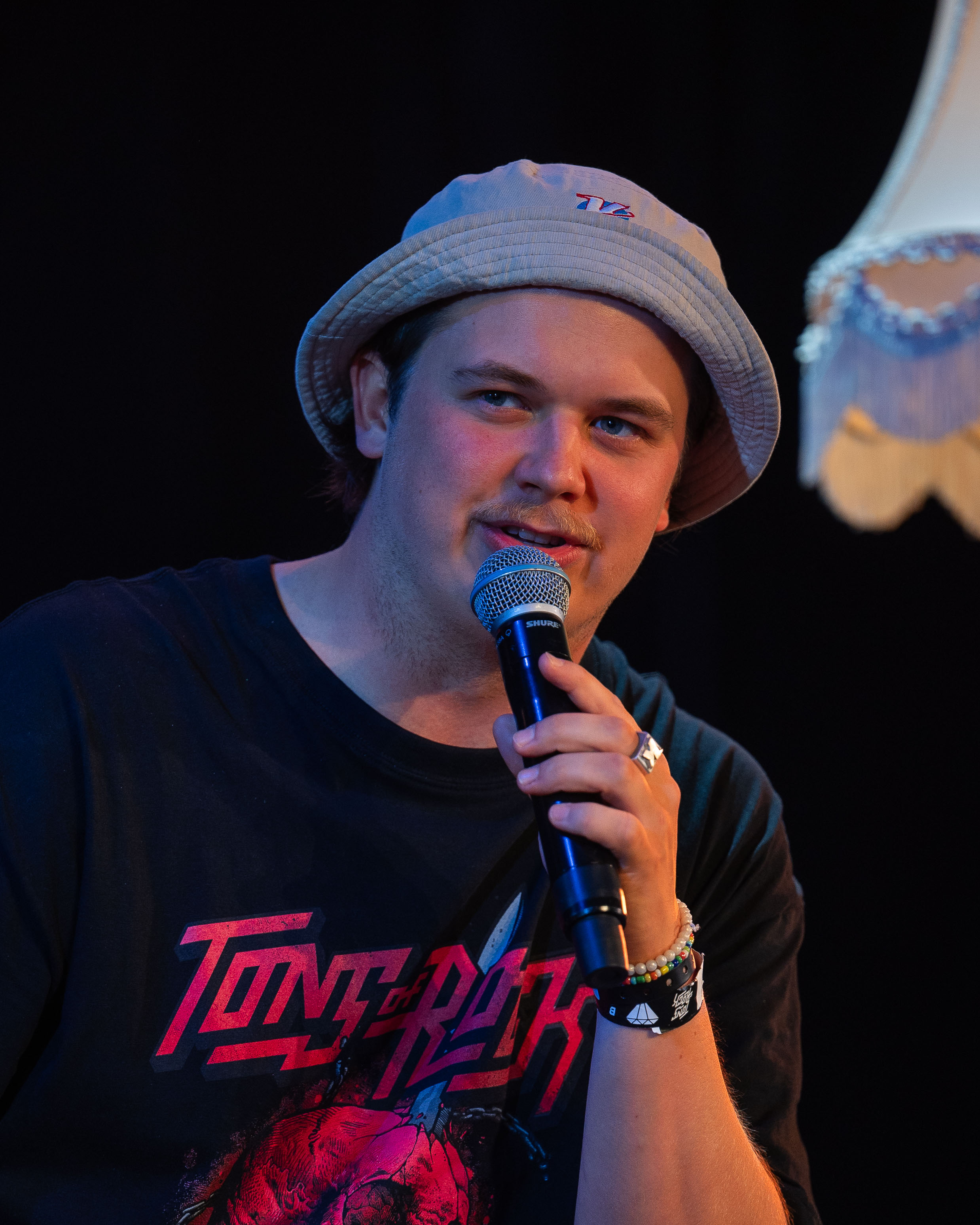
Kjartan Lauritzen beim Tons of Rock in Norwegen 2025

Per Áki Sigurdsson Kvikne (* 12. Januar 1995 in Balestrand) ist ein norwegischer Sänger, Rapper und Songwriter. Er tritt unter dem Künstlernamen Kjartan Lauritzen auf.

## Leben
Kvikne wuchs in der früheren Kommune Balestrand auf. Seine Mutter stammt aus Island. Als Teenager arbeitete er im Hotel seiner Eltern und er war Mitglied einer Thrash-Metal-Band. Nach einem halben Jahr am Musikzweig einer weiterführenden Schule, brach er die Schule ab. Von 2011 bis 2013 besuchte er die weiterführende Schule in Voss. Kvikne zog anschließend zum Studium nach Bergen. Dort studierte er Musikproduktion.
Unter seinem Künstlernamen Kjartan Lauritzen gab er im Jahr 2014 das Lied Lekeplass heraus. Die Figur des aus Bergen stammenden Kjartan Lauritzen hatte Kvikne bereits in seiner Jugend als Alter Ego entwickelt. Während er die Kunstfigur später ablegte, behielt er den Künstlernamen bei. Seine Debüt-EP Mestertyv veröffentlichte er im Jahr 2015. Größere Bekanntheit erlangte er mit seiner ebenfalls 2015 herausgegebenen Single Havanna, als diese in der TV-Serie Skam verwendet wurde. Sein zweiter größerer Hit wurde im Jahr 2016 das Lied Fredag. Im Jahr 2017 war er bei den beiden Musikpreisen P3 Gull und Spellemannprisen jeweils in der Newcomer-Kategorie nominiert. Bei P3 Gull holte er sich im Jahr 2017 sowie 2018 eine Nominierung als bester Live-Künstler des Jahres.
Im Jahr 2019 veröffentlichte er mit Game Boy sein Debütalbum. Sein zweites Album, Kjartanisme, kam im Jahr 2021 heraus. Beide Alben konnten sich in den norwegischen Musikcharts platzieren. Im Juli 2023 erreichte er mit der Single Badebussen, die er gemeinsam mit Anders Nilsen (unter dem Pseudonym DJ MøMø) herausgab, erstmals den ersten Platz in den norwegischen Singlecharts. Im selben Jahr strahlte Norsk rikskringkasting die Doku-Serie 6899 til eg dør aus, die Kvikne gemeinsam mit zwei weiteren Personen in der Zeit nach dem Kauf eines Hotels in Balestrand begleitet. Die Serie gewann beim Fernsehpreis Gullruten in der Kategorie für charakterbasierte Dokumentarserien.
Kvikne nahm an der Anfang 2025 ausgestrahlten Staffel der norwegischen Musikshow Hver gang vi møtes teil. Mehrere seiner Neuinterpretationen zogen in die norwegischen Singlecharts ein. Seine Version von Fångad av en stormvind der schwedischen Sängerin Carola wurde ein Nummer-eins-Hit. Als Lied des Monats im Januar 2025 wurde sein Song Fanga av ein stormvind zudem automatisch für die Spellemannprisen-Kategorie „Lied des Jahres“ nominiert.

## Stil
Zu Beginn seiner Karriere rappte Kvikne im Bergener Dialekt und er wurde dem Bergener Rapper-Milieu zugeschrieben. Später ging er dazu über, Musik in seinem Heimatdialekt aus der Region um den Sognefjord herauszugeben. Im Jahr 2021 erhielt er den Dialektpreis der Jugendsprachorganisation Norsk Målungdom.
Viele seiner Lieder haben einen humoristischen Unterton. In einer VG-Kritik seines Albums Kjartanisme wurde Humor als „zweifellos immer noch wichtiges Element“ bezeichnet. Er zeige jedoch gemäß der Rezension auch die Bereitschaft, sich auf Ernsthaftigkeit und Schmerz einzulassen.

## Auszeichnungen
Spellemannprisen
- 2017: Nominierung in der Kategorie „Newcomer des Jahres“
- 2021: Nominierung in der Kategorie „Musikvideo des Jahres“ (für Million)
- 2021: Nominierung in der Kategorie „Lied des Jahres“ (für Badebussen)

P3 Gull
- 2017: Nominierung in der Kategorie „Liveartist des Jahres“
- 2017: Nominierung in der Kategorie „Newcomer des Jahres“[13]
- 2018: Nominierung in der Kategorie „Liveartist des Jahres“[14]

Sonstige
- 2024: Amanda in der Kategorie „Beste Originalmusik“ (gemeinsam mit weiteren Personen für die Filmmusik von Bukkene Bruse på badeland)
- 2024: Nominierung für den Bendiksenprisen[15]

## Filmografie
- 2023: 6899 til eg dør

## Diskografie

### Alben
| Jahr | Titel       | Höchstplatzierung, Gesamtwochen, AuszeichnungChartsChartplatzierungen (Jahr, Titel, Platzierungen, Wochen, Auszeichnungen, Anmerkungen) | Anmerkungen                                 |
| Jahr | Titel       | NO | Anmerkungen                                 |
| ---- | ----------- | --- | ------------------------------------------- |
| 2017 | Fenomenet   | NO36 (1 Wo.)NO | EP Erstveröffentlichung: 29. September 2017 |
| 2019 | Game Boy    | NO18 (1 Wo.)NO | Erstveröffentlichung: 24. Mai 2019          |
| 2021 | Kjartanisme | NO10 (1 Wo.)NO | Erstveröffentlichung: 4. Juni 2021          |

Weitere Alben
- 2015: Mestertyv (EP)
- 2021: Under Skyen (EP)

### Singles
| Jahr | Titel Album                | Höchstplatzierung, Gesamtwochen, AuszeichnungChartsChartplatzierungen (Jahr, Titel, Album, Platzierungen, Wochen, Auszeichnungen, Anmerkungen) | Anmerkungen |
| Jahr | Titel Album                | NO | Anmerkungen |
| ---- | -------------------------- | --- | --- |
| 2021 | Tada –                     | NO35 (1 Wo.)NO | Erstveröffentlichung: 6. August 2021                                                                              |
| 2023 | Badebussen –               | NO1 ×2Doppelplatin · (… Wo.)NO | mit DJ MøMø |
| 2025 | Fanga av ein stormvind –   | NO1 (… Wo.)NO | Erstveröffentlichung: 30. Dezember 2024 Beitrag zu Hver gang vi møtes, Original: Carola Häggkvist                 |
| 2025 | Bygdegut (Her er eg) –     | NO5 (15 Wo.)NO | Erstveröffentlichung: 3. Januar 2025 Beitrag zu Hver gang vi møtes, Original: Ina Wroldsen                        |
| 2025 | Berre ein gut –            | NO23 (3 Wo.)NO | Erstveröffentlichung: 17. Januar 2025 Beitrag zu Hver gang vi møtes, Original: Astrid S                           |
| 2025 | Psykisk kan du vera sjøl – | NO34 (1 Wo.)NO | Erstveröffentlichung: 24. Januar 2025 Beitrag zu Hver gang vi møtes, Original: Stein Torleif Bjella               |
| 2025 | Danser på bordet –         | NO34 (2 Wo.)NO | Erstveröffentlichung: 7. Februar 2025 mit Gabifuego Beitrag zu Hver gang vi møtes, Original: Jonas Benyoub        |
| 2025 | Friskis –                  | NO7 (… Wo.)NO | Erstveröffentlichung: 14. Februar 2025 mit Astrid S Beitrag zu Hver gang vi møtes, Original: Stein Torleif Bjella |

Weitere Lieder mit Auszeichnungen
- 2015: Havanna (NO: Platin)
- 2016: Fredag (NO: Platin)